# Theaterlexikon
Das Theaterlexikon ist ein zweibändiges theaterwissenschaftliches Lexikon zu Autoren, Regisseuren, Schauspielern, Dramaturgen, Bühnenbildnern, Kritikern, Epochen, Ensembles, Figuren, Spielformen, Begriffen, Theorien des deutschsprachigen Theaters.
Die beiden Bände wurden von Curt Bernd Sucher herausgegeben. Der erste Band, der in zwei Auflagen erschienen ist, umfasst 1650 Artikel zu Autoren, Regisseuren, Schauspielern, Dramaturgen, Bühnenbildnern, Kritikern vorwiegend aus dem 19. und 20. Jahrhundert, Schwerpunkt nach 1945, von Herbert Achternbusch bis Marina Iwanowna Zwetajewa.
Der zweite Band gibt in 500 Artikeln Auskunft über die Epochen der Theaterkunst von der Antike bis heute, über berühmte Ensembles, über Bühnenfiguren, Sachbegriffe sowie historische und aktuelle Spielformen. Außerdem erschließt er die Theatertheorie anhand wichtiger Grundlagenwerke von der Poetik des Aristoteles bis zu Artaud, Stanislawski, Brecht und Genet.
Ein einbändiges Werk mit demselben Titel  erschien 1977 auch in der DDR im Henschelverlag Kunst und Gesellschaft, Berlin.

## Ausgaben
- C. Bernd Sucher: Theaterlexikon. Autoren, Regisseure, Schauspieler, Dramaturgen, Bühnenbildner, Kritiker. Bd. 1, Deutscher Taschenbuchverlag, München 1994 (dtv 3322) ISBN 3-423-03322-3
- C. Bernd Sucher: Theaterlexikon. Epochen, Ensembles, Figuren, Spielformen, Begriffe, Theorien. Von Theo Girshausen. Mit Beiträgen von Helga Dressel… Bd. 2, Deutscher Taschenbuchverlag, München 1996 (dtv 3323) ISBN 3-423-03323-1
- C. Bernd Sucher: Theaterlexikon : Autoren, Regisseure, Schauspieler, Dramaturgen, Bühnenbildner, Kritiker. Von Christine Dössel und Marietta Piekenbrock. Unter Mitwirkung von Jean-Claude Kuner und C. Bernd Sucher.  2. völlig neubearb. und erw. Aufl. Deutscher Taschenbuchverlag, München 1999 (dtv 3322) ISBN 3-423-03322-3
- C. Bernd Sucher: Theaterlexikon. CD-ROM Ausgabe. Directmedia Publ. Berlin 2004 (Digitale Bibliothek 64) ISBN 3-89853-464-2